# Mikołów
Mikołów [mʲi'kɔu̯uf] (deutsch: Nikolai; bis 1911 Nicolai, oberschlesisch: Mikołůw) ist die Kreisstadt des Powiat Mikołowski in der polnischen Woiwodschaft Schlesien.

## Geographie

### Lage
Die Stadt liegt in Oberschlesien an der Jamna auf 308 Meter über NHN, 10 Kilometer südwestlich von Kattowitz.

Die Gemeinde hat eine Flächenausdehnung von 78,89 Quadratkilometern, wovon 56 Prozent landwirtschaftlich genutzt werden; 28 Prozent der Fläche sind mit Wald bedeckt.

### Stadtgliederung
Die Stadtteile Borowa Wieś, Bujaków, Mokre, Paniowy und Śmiłowice haben separate Schulzenämter, Kamionka dagegen nicht.

## Geschichte

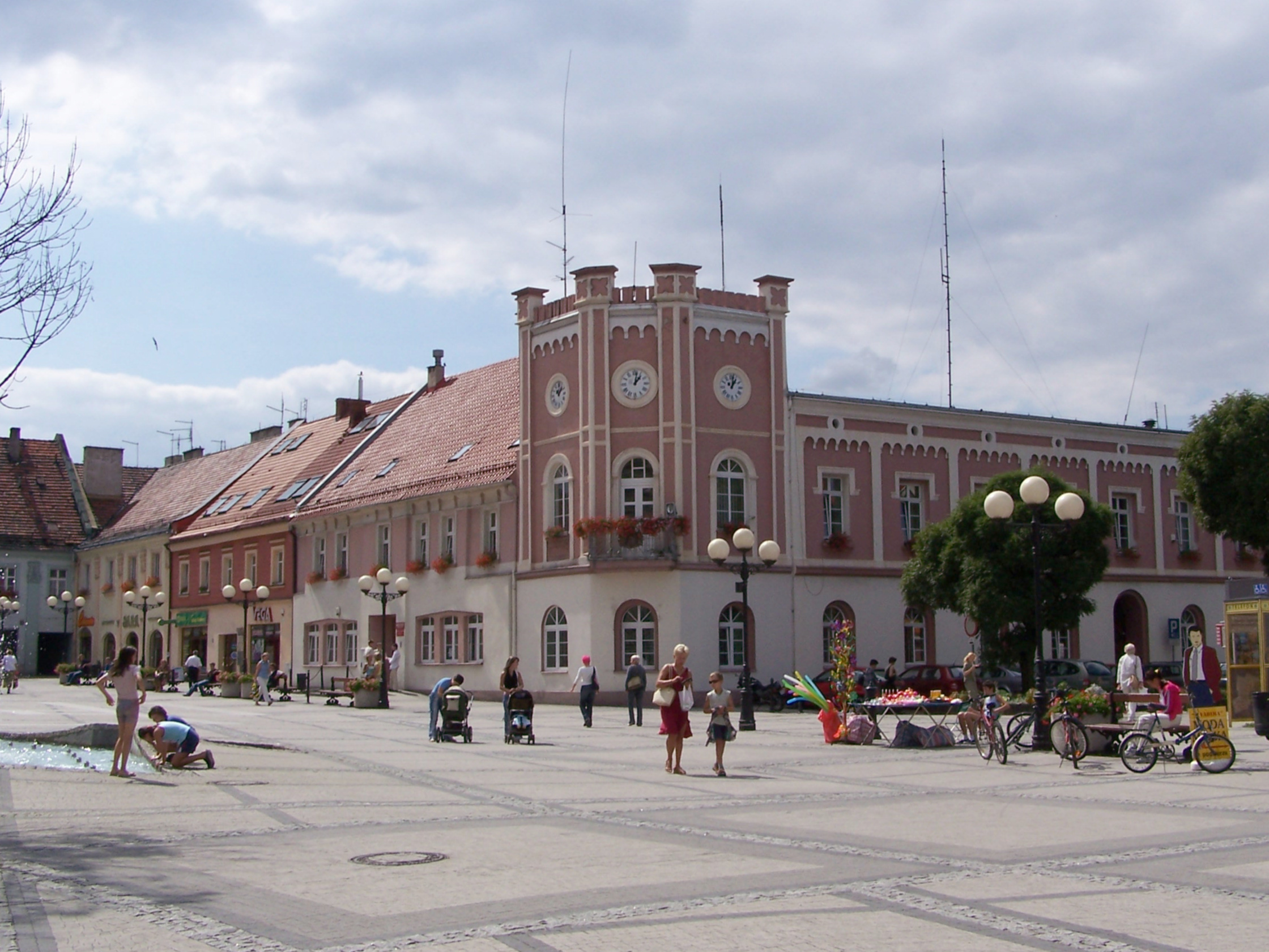
Marktplatz und Rathaus von Mikołów

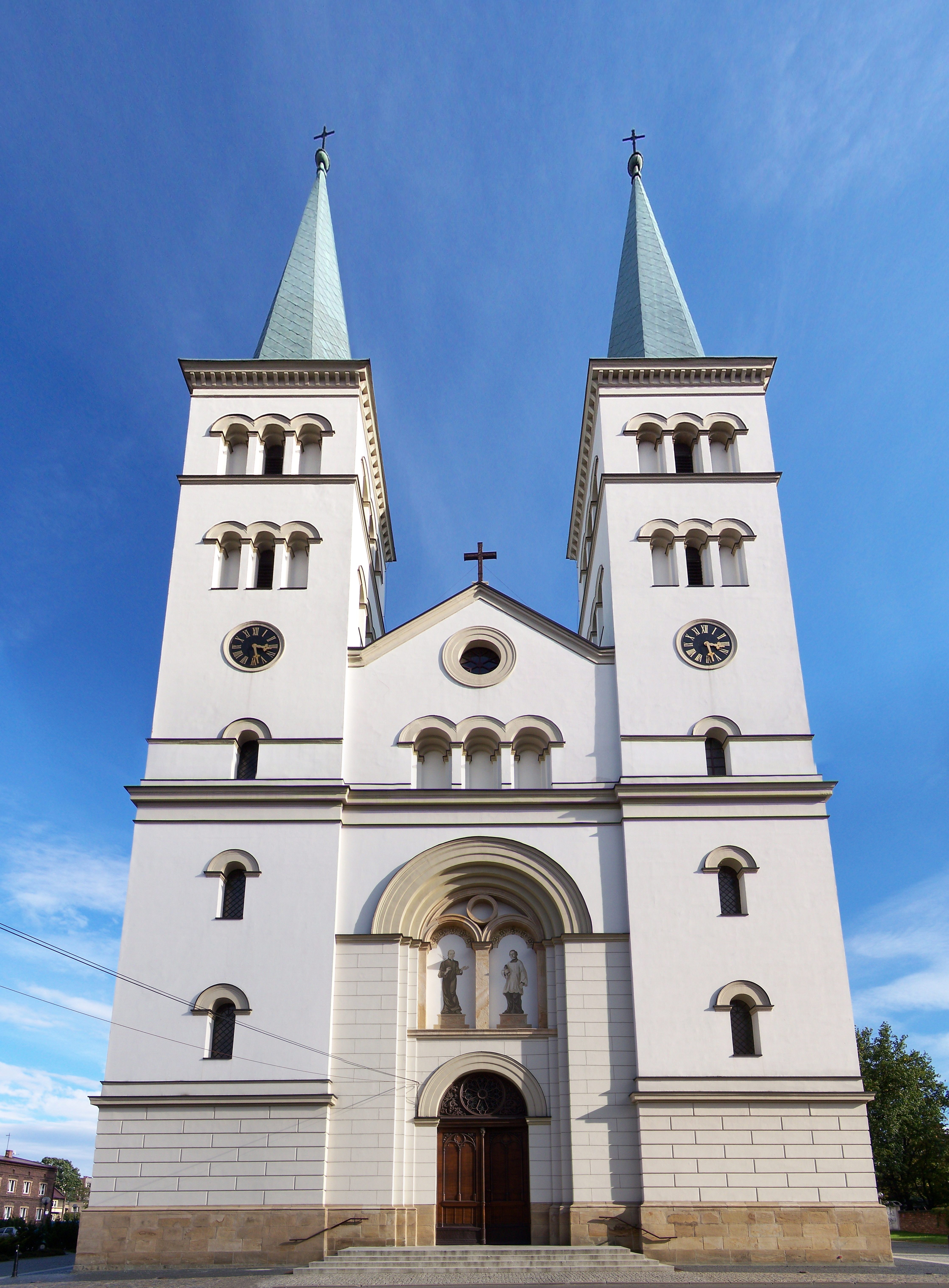
Pfarrkirche Basilika St. Adalbert

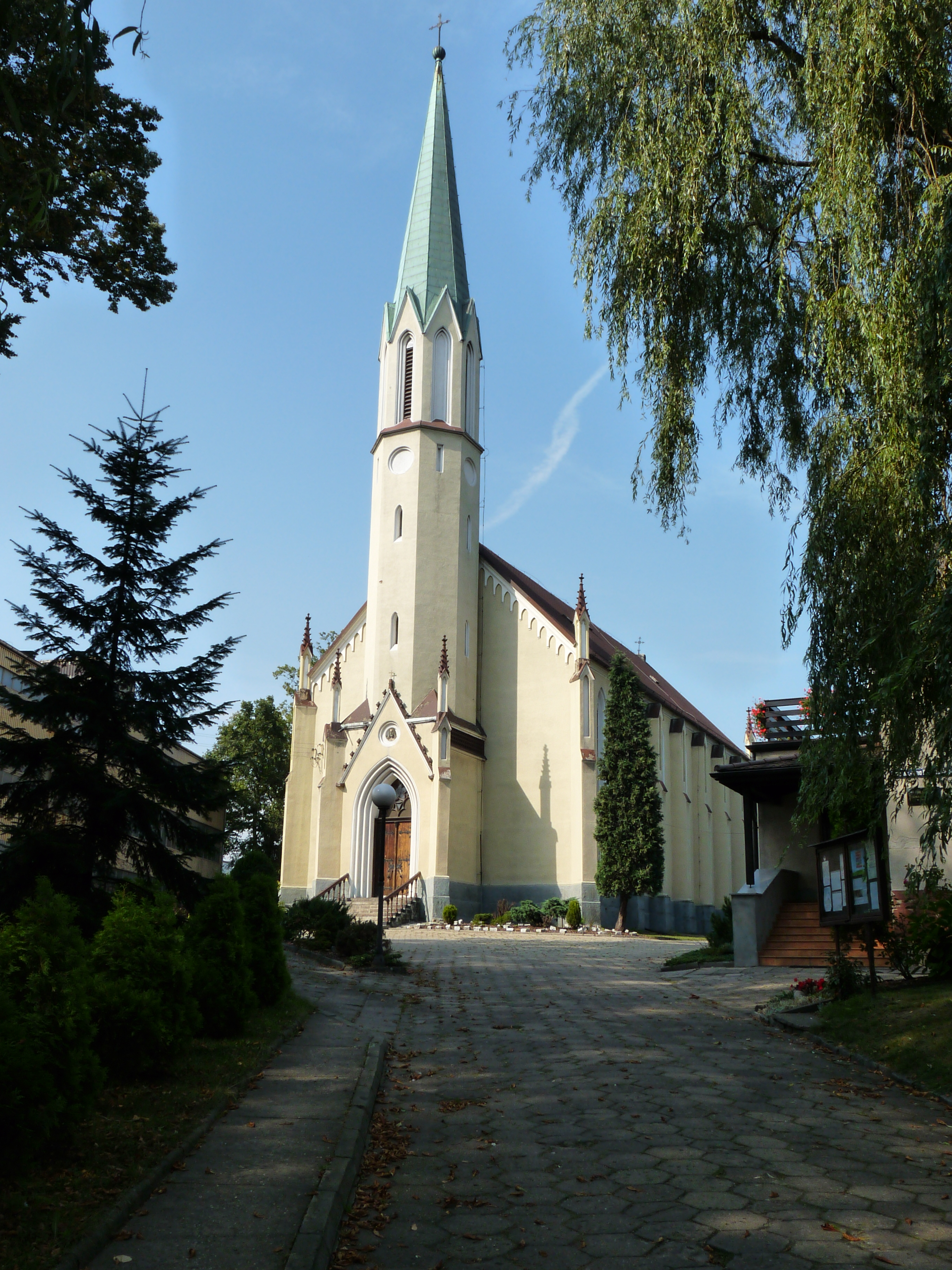
Evangelische Kirche

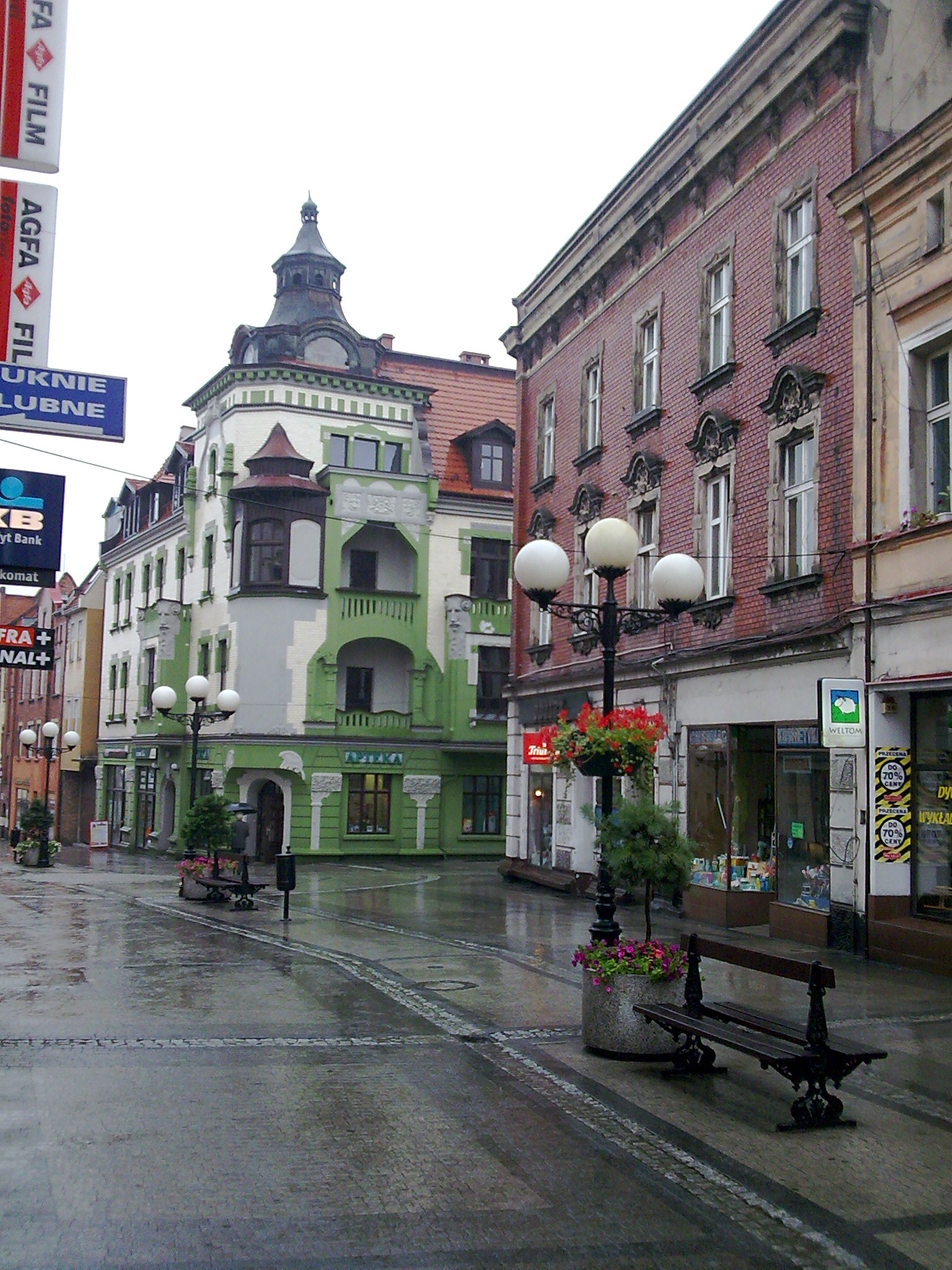
Häuser im Stadtzentrum

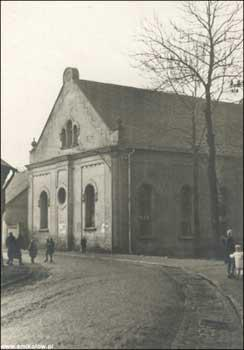
Synagoge (Aufnahme ca. 1920)

Die erste urkundliche Erwähnung der Stadt als Miculow stammt aus dem Jahre 1222. Der Ort liegt am westlichen Rand des Teilgebiets Oberschlesiens, das bis 1177/1178 zu Kleinpolen bzw. zum Herzogtum Krakau gehörte und dann zum Herzogtum Ratibor kam, das von den Schlesischen Piasten regiert wurde. Aus dieser Zeit rührte die bis 1821 bestehende Zugehörigkeit zum Bistum Krakau (danach im Bistum Breslau, ab 1925 im Bistum Katowice). 1336 fiel Mikołów als Teil des Herzogtums Ratibor an das Königreich Böhmen. Im Jahre 1545 erhielt die Stadt das Marktrecht. Im Jahre 1645 wütete in Mikołów ein verheerender Stadtbrand, ein weiterer folgte am 20. Mai 1794. 1742 kam die Stadt von der Habsburgermonarchie zu Preußen.
Im Jahr 1856 wurde in der Stadt ein Bahnhof gebaut. Die Umgangssprache der Stadtbevölkerung war Schlesisch und gebrochenes Deutsch; nur ein geringfügiger Teil der Bevölkerung beherrschte die deutsche Sprache vollständig. Im Jahr 1874 eröffnete der polnische Herausgeber Karol Miarka in der Stadt eine Druckerei.
Am Anfang des 20. Jahrhunderts hatte die Stadt eine evangelische Kirche, zwei katholische Kirchen, eine Synagoge, das Amtsgericht Nicolai, Schwerindustrie und gehörte zum Kreis Pleß im Regierungsbezirk Oppeln in der preußischen Provinz Schlesien des Deutschen Reichs.
Zum 22. Juli 1911 wurde die Schreibweise des Ortsnamens Nicolai in Nikolai geändert. Bei der Volksabstimmung in Oberschlesien am 20. März 1921 wurden in Nikolai 3.059 Stimmen, bzw. 55,7 % der gültigen Stimmen für den Verbleib bei Deutschland und 2.434 für den Anschluss an Polen abgegeben. Da der Stimmkreis Pless, dem die Stadt angehörte, jedoch mit großer Mehrheit für Polen gestimmt hatte, wurde die Stadt Nikolai zum 28. Juni 1922 als Mikołów an Polen abgetreten.
Zwischen 1922 und 1939 gehörte die Stadt zu der autonomen Woiwodschaft Schlesien. Beim Überfall auf Polen im September 1939 wurde Mikołów von der deutschen Wehrmacht besetzt, im Januar 1945 dann durch die Rote Armee. Im Sommer 1945 wurde die Stadt von der sowjetischen Besatzungsmacht an Polen übergeben.
Von 1975 bis 1998 gehörte Mikołów zur Woiwodschaft Kattowitz.
| Jahr | Einwohnerzahl | Anmerkungen |
| ---- | ------------- | --- |
| 1816 | 1819          | [ 8 ] |
| 1825 | 2167          | darunter 65 Evangelische, 1830 Katholiken, 272 Juden |
| 1834 | 2725          | [ 3 ] |
| 1837 | 2680          | [ 3 ] |
| 1840 | 3059          | davon 114 Evangelische, 2556 Katholiken, 389 Juden |
| 1849 | 3744          | [ 3 ] |
| 1855 | 3734          | [ 11 ] |
| 1861 | 4479          | davon 344 Evangelische, 3631 Katholiken, 504 Juden (2971 polnisch sprechend)                                                                                |
| 1867 | 4674          | am 3. Dezember |
| 1871 | 5004          | darunter 400 Evangelische, 450 Juden (1300 Polen); nach anderen Angaben 5001 Einwohner (am 1. Dezember), davon 405 Evangelische, 4156 Katholiken, 440 Juden |
| 1890 | 5633          | davon 440 Evangelische und 278 Juden |
| 1905 | 7728          | meist Katholiken |
| 1910 | 8377          | [ 14 ] |

## Bildung
Mikołów verfügt über 12 Kindergärten (Przedszkole), 9 Grundschulen (Szkoła podstawowa), drei Mittelschulen (gimnazjum) sowie zwei Gymnasien (liceum ogólnokształcące) und ein Schulzentrum mit einem Berufsgymnasium (liceum profilowane), Berufsoberschule (technikum) und Grundberufsschule (zasadnicza szkoła zawodowa).
Weiterhin besitzt die Stadt den Schlesischen Botanischen Garten.

## Verkehr
Durch die Stadt verlaufen die Droga krajowa 44 und Droga krajowa 81 sowie die Droga wojewódzka DW 927 und DW 928. Ebenfalls verläuft die Eisenbahnstrecke 140 von Nędza nach Kattowitz durch die Stadt.

## Politik

### Bürgermeister
An der Spitze der Stadtverwaltung steht der Bürgermeister. Derzeit ist dies Stanisław Piechula, der mit seinem eigenen Wahlkomitee antritt. Die turnusmäßige Wahl im April 2024 führte zu folgendem Ergebnis:.
- Stanisław Piechula (Wahlkomitee „Zusammen für Mikołów – Stanisław Piechula“) 59,0 % der Stimmen
- Dorota Pytel (Wahlkomitee „Mikołów – Meine Wahl“) 41,0 % der Stimmen

Damit wurde Amtsinhaber Piechula bereits im ersten Wahlgang für eine weitere Amtszeit wiedergewählt.
Die turnusmäßige Wahl im Oktober 2018 führte zu folgendem Ergebnis:.
- Stanisław Piechula (Wahlkomitee „Zusammen für Mikołów – Stanisław Piechula“) 58,0 % der Stimmen
- Michał Rupik (Wahlkomitee „Lokale Verwaltung Oberschlesiens“) 18,7 % der Stimmen
- Adam Zawiczowski (Prawo i Sprawiedliwość) 13,7 % der Stimmen
- Irena Radomska (Wahlkomitee für effektives Wählen) 9,6 % der Stimmen

Damit wurde Piechula bereits im ersten Wahlgang für eine weitere Amtszeit wiedergewählt.

### Stadtrat
Der Stadtrat besteht aus 21 Mitgliedern und wird von der Bevölkerung gewählt. Die Stadtratswahl 2024 führte zu folgendem Ergebnis:
- Bürgerwahlkomitee „Lokale Verwaltung“ 26,6 % der Stimmen, 6 Sitze
- Wahlkomitee „Zusammen für Mikołów – Stanisław Piechula“ 26,0 % der Stimmen, 6 Sitze
- Wahlkomitee „Mikołów verbindet uns – Trzecia Droga“ 24,0 % der Stimmen, 5 Sitze
- Wahlkomitee „Mikołów – Meine Wahl“ 23,4 % der Stimmen, 4 Sitze

Die Stadtratswahl 2018 führte zu folgendem Ergebnis:
- Bürgerwahlkomitee „Lokale Verwaltung“ 25,3 % der Stimmen, 7 Sitze
- Wahlkomitee „Zusammen für Mikołów – Stanisław Piechula“ 24,8 % der Stimmen, 6 Sitze
- Prawo i Sprawiedliwość (PiS) 19,0 % der Stimmen, 4 Sitze
- Wahlkomitee „Lokale Verwaltung Oberschlesiens“ 12,3 % der Stimmen, 1 Sitz
- Wahlkomitee für effektives Wählen 11,2 % der Stimmen, 2 Sitze
- Wahlkomitee für die Gemeinden und den Powiat 7,3 % der Stimmen, 1 Sitz

### Partnerstädte
- Beuningen, Niederlande
- Sainte-Geneviève-des-Bois, Frankreich
- Klimkovice, Tschechien
- Ilava, Slowakei

## Söhne und Töchter der Stadt
- Alexander Leopold von Erichsen (* 10. Mai 1787; † 2. Februar 1876), deutscher Generalleutnant
- Ignaz Wechselmann (* 22. September 1828; † 17. Februar 1903), ungarischer Architekt, Baumeister und Philanthrop
- Hermann Staub (* 21. März 1856; † 2. September 1904), deutscher Jurist
- Max Braun (* 12. Oktober 1859; † 13. August 1925), evangelischer Pfarrer und Autor
- Konstantin Wolny (* 5. April 1877; † 9. November 1940), Rechtsanwalt, Kommissar des 1. Polen-Aufstandes
- Walter Tautz (* 17. Mai 1883; † 10. Mai 1955), deutscher Schauspieler und Regisseur
- Hugo Reinhart (* 13. Januar 1884; † 20. Dezember 1952), deutscher Journalist
- Walter Gerber (* 21. Juni 1907; † nach 1945), deutscher Jurist und Landrat
- Rafał Wojaczek (* 6. Dezember 1945; † 11. Mai 1971), polnischer Lyriker
- Izabela Kloc (* 8. Mai 1963), polnische Politikerin und Abgeordnete des Sejm
- Grzegorz Olszowski (* 15. Februar 1967), polnischer Geistlicher, Weihbischof in Kattowitz
- Tomasz Jaworek (* 14. Februar 1970), Fußballspieler
- Hedwig Drabik (* 23. Dezember 1986), Architektin, Denkmalpflegerin und Dombaumeisterin am Speyerer Dom
- Daniel Gawlowski, 1988, deutscher Schauspieler
- Daniel Halemba (* 19. Juli 2001), rechtsextremer deutscher Politiker (AfD)